# Jurunku
Jurunku (Schreibvariante: Jurunkku; Namensvariante: Daru Mustapha) ist eine Ortschaft im westafrikanischen Staat Gambia.
Nach einer Berechnung für das Jahr 2013 leben dort etwa 985 Einwohner, das Ergebnis der letzten veröffentlichten Volkszählung von 1993 betrug 789.

## Geographie
Jurunku liegt am nördlichen Ufer des Gambia-Flusses in der North Bank Region, Distrikt Upper Niumi. Der Ort liegt fünf Kilometer südlich von Chilla.
Der Jurunkku Bolong und der Jurunku Point liegt in der Nähe des Ortes.